# 조석진
조석진(趙錫晋, 1853년 ~ 1920년)은 조선 말기와 일제강점기의 화가로, 호는 소림(小琳), 본관은 함안(咸安), 초명은 태원(台源), 자는 응삼(應三) 황해도 옹진 출신이다.
오원 장승업의 제자인 그는 조부 조정규로부터 그림을 배워 명성을 떨쳤으며, 산수·인물·화조·기명·절지·어해에 이르기까지 모두 능하였다. 고종의 초상화를 그린 공으로 영춘 군수가 되고, 품계가 정3품에 올랐다. 만년에는 후진 육성에 힘썼고, 서화 미술원·서화 협회의 창립 발기인이 되었다. 작품으로 《해림유거도》, 《매조도》, 《군리도》, 《운산서식도(雲山棲息圖)》, 《산수도》, 《어해도(魚蟹圖)》·《이어도(鯉魚圖)》(1918년) 등이 있다.

## 참고 문헌
1. ↑  “해학 깃든 거침없는 붓질에 반하다..오원 장승업 화파전”. 파이낸셜뉴스. 2008년 5월 19일. 2009년 4월 17일에 확인함.[깨진 링크(과거 내용 찾기)]